# Ernest Bertrand Boland
Ernest Bertrand Boland (ur. 10 lipca 1925 w Providence, zm. 28 maja 2023 w Pawtucket) – amerykański duchowny rzymskokatolicki posługujący w Pakistanie, w latach 1966-1984 biskup Multanu.

## Życiorys
Święcenia kapłańskie przyjął 9 czerwca 1955. 17 maja 1966 został prekonizowany biskupem Multanu. Sakrę biskupią otrzymał 25 lipca 1966. 20 października 1984 przeszedł na emeryturę.